# Сертификат Extended Validation
Сертификат EV SSL (англ. Extended Validation — расширенная проверка) — вид сертификата, для получения которого необходимо подтвердить существование компании, на имя которой он оформляется в центре сертификации, а также факт владения этой компанией сертифицированными доменными именами.
Браузеры информировали пользователей о том, что у веб-сайта есть EV SSL сертификат. Они либо отображали вместо доменного имени название компании, либо размещали название компании рядом. Тем не менее, позднее разработчики браузеров объявили о том, что у них появились планы отключить эту функцию.
EV-сертификаты используют те же самые способы защиты, что и сертификаты DV, IV и OV: более высокий уровень защиты обеспечивается за счет необходимости подтверждения существования компании в центре сертификации.
Критерии выдачи сертификатов EV определены специальным документом: Guidelines for Extended Validation (Руководством по расширенной проверке), в настоящее время (по состоянию на 1 августа 2019 г.) версия этого документа — 1.7.0. Руководство разработано CA/Browser Forum, организацией, членами которой являются центры сертификации и поставщики программного обеспечения для интернета, а также представители юридических и аудиторских профессий.

## История
В 2005 году генеральный директор Comodo Group Мелих Абдулхайоглу созвал первое совещание организации, которая впоследствии станет CA/Browser Forum. Целью совещания было улучшить стандарты выдачи сертификатов SSL/ TLS. 12 июня 2007 года CA/Browser Forum официально ратифицировал первую версию Руководства для расширенной проверки, документ вступил в силу немедленно. Официальное одобрение привело к завершению работы по предоставлению инфраструктуры для идентификации доверенных веб-сайтов в Интернете. Затем, в апреле 2008 года, CA/Browser Forum объявил о появлении новой версии Руководства (1.1). Новая версия была основана на опыте центров сертификации и производителей программного обеспечения.

## Мотивация к получению сертификата
Важной мотивацией для использования цифровых сертификатов с SSL / TLS — увеличение доверия к онлайн-транзакциям. Для этого требуется, чтобы операторы веб-сайтов проходили проверку для получения сертификата.
Однако коммерческое давление побудило некоторые центры сертификации ввести сертификаты более низкого уровня (domain-validation). Сертификаты domain validation существовали до extended validation и, как правило, их получение требует лишь некоторого подтверждения контроля домена. В частности, сертификаты domain validation не утверждают, что данное юридическое лицо имеет какие-либо отношения с доменом, хотя на самом сайте может быть написано, что он принадлежит юридическому лицу.
Сначала пользовательские интерфейсы большинства браузеров не различали сертификаты domain validation и extended validation. Поскольку любое успешное соединение SSL / TLS приводило к появлению зелёного значка замка в большинстве браузеров, пользователи вряд ли знали, подтверждён ли сайт extended validation, или нет, однако по состоянию на октябрь 2020 года, все основные браузеры убрали значки EV. В результате мошенники (включая тех, которые занимаются фишингом) могли использовать TLS, чтобы повысить доверие к своим веб-сайтам. Пользователи браузеров могут проверить личность владельцев сертификатов, изучив сведения о выданном сертификате, которые указаны в нём (включая название организации и её адрес).
Сертификаты EV проверяются на соответствие как базовым требованиям, так и на соответствие расширенным требованиям. Необходима ручная проверка доменных имен, запрошенных заявителем, проверка по официальным правительственным источникам, проверка по независимым источникам информации и телефонные звонки в компанию. Если сертификат был выдан, зарегистрированный центром сертификации серийный номер предприятия, а также физический адрес сохраняются в нём.
Сертификаты EV предназначены для повышения уверенности пользователей в том, что оператор веб-сайта является действительно существующей организацией.
Тем не менее, по-прежнему существует опасение, что тот же недостаток ответственности, который привел к утрате доверия общественности к сертификатом DV, приведет к тому, что будет утрачена ценность сертификатов EV.

## Критерии выдачи
Только центры сертификации, прошедшие независимую квалифицированную аудиторскую проверку, могут предлагать сертификаты EV, и все центры должны следовать требованиям к выпуску, которые направлены на:
- Установление существования юридического лица и владельца сайта
- Установление того факта, что юридическое лицо действительно владеет этим доменом
- Подтверждение личности владельца сайта и полномочий лиц, действующих от имени владельца сайта.

За исключением сертификатов EV для доменов .onion, невозможно получить wildcard-сертификат с Extended Validation — вместо этого все полные доменные имена должны быть включены в сертификат и проверены центром сертификации.

## Пользовательский интерфейс
Браузеры, поддерживающие EV, отображают информацию о том, что есть EV-сертификат: обычно пользователю показывается название и расположение организации при просмотре информации о сертификате. Браузеры Microsoft Internet Explorer, Mozilla Firefox, Safari, Opera и Google Chrome поддерживают EV.
Правила расширенной проверки требуют, чтобы участвующие центры сертификации назначали определённый идентификатор EV после того, как центр сертификации завершил независимый аудит и выполнил другие критерии. Браузеры запоминают этот идентификатор, сопоставляют идентификатор EV в сертификате с тем, который находится в браузере для рассматриваемого центра сертификации: если они совпадают, сертификат признаётся верным. Во многих браузерах о наличии сертификата EV сигнализирует:
- Название компании или организации, которой принадлежит сертификат.
- Отличительный цвет, обычно зелёный, отображаемый в адресной строке, который показывает, что сертификат был получен (по мере увеличения распространения HTTPS, браузеры отказываются от зелёного цвета в адресной строке, например, так сделал Google Chrome[10]).
- Символ «замок», также в адресной строке (возможно, браузеры будут отказываться от отображения этого символа[10]).

Нажав на «замок», вы можете получить больше информации о сертификате, включая название центра сертификации, который выдал сертификат EV.

## Поддержка
Следующие браузеры определяют EV сертификат::
- Microsoft Edge 12+
- Google Chrome 1.0+
- Internet Explorer 7.0+
- Firefox 3+
- Safari 3.2+
- Opera 9.5+

### Поддерживаемые браузеры мобильных устройств
- Safari для iOS
- браузер Windows Phone
- Firefox для Android
- Chrome для Android и iOS

### Поддерживаемые веб-сервера
Расширенная проверка поддерживает все веб-серверы, если они поддерживают HTTPS.

## Расширенная проверка сертификата идентификации
Сертификаты EV — стандартные цифровые сертификаты X.509. Основным способом идентификации сертификата EV является обращение к полю Certificate Policies. Каждый центр, выпускающий сертификат, использует свой идентификатор (OID) для идентификации своих сертификатов EV, и каждый OID документирован в центре сертификации. Как и в случае корневых центров сертификации, браузеры могут не распознавать всех тех, кто выпускает сертификаты.
| Issuer                                 | OID                              | Certification Practice Statement |
| -------------------------------------- | -------------------------------- | --- |
| Actalis                                | 1.3.159.1.17.1                   | Actalis CPS v2.3, |
| AffirmTrust                            | 1.3.6.1.4.1.34697.2.1            | AffirmTrust CPS v1.1, p. 4 |
| AffirmTrust                            | 1.3.6.1.4.1.34697.2.2            | AffirmTrust CPS v1.1, p. 4 |
| AffirmTrust                            | 1.3.6.1.4.1.34697.2.3            | AffirmTrust CPS v1.1, p. 4 |
| AffirmTrust                            | 1.3.6.1.4.1.34697.2.4            | AffirmTrust CPS v1.1, p. 4 |
| A-Trust                                | 1.2.40.0.17.1.22                 | a.sign SSL EV CPS v1.3.4 |
| Buypass                                | 2.16.578.1.26.1.3.3              | Buypass Class 3 EV CPS |
| Camerfirma                             | 1.3.6.1.4.1.17326.10.14.2.1.2    | Camerfirma CPS v3.2.3 |
| Camerfirma                             | 1.3.6.1.4.1.17326.10.8.12.1.2    | Camerfirma CPS v3.2.3 |
| Comodo Group                           | 1.3.6.1.4.1.6449.1.2.1.5.1       | Comodo EV CPS, p. 28 |
| DigiCert                               | 2.16.840.1.114412.2.1            | DigiCert EV CPS v. 1.0.3, p. 56 |
| DigiCert                               | 2.16.840.1.114412.1.3.0.2        | DigiCert EV CPS v. 1.0.3, p. 56 |
| DigiNotar (нерабочий)                  | 2.16.528.1.1001.1.1.1.12.6.1.1.1 | N/A |
| D-TRUST                                | 1.3.6.1.4.1.4788.2.202.1         | D-TRUST CP |
| E-Tugra                                | 2.16.792.3.0.4.1.1.4             | E-Tugra Certification Practice Statement (CPS) (недоступная ссылка), p. 2 |
| Entrust                                | 2.16.840.1.114028.10.1.2         | Entrust EV CPS |
| ETSI                                   | 0.4.0.2042.1.4                   | ETSI TS 102 042 V2.4.1, p. 18 |
| ETSI                                   | 0.4.0.2042.1.5                   | ETSI TS 102 042 V2.4.1, p. 18 |
| Firmaprofesional                       | 1.3.6.1.4.1.13177.10.1.3.10      | SSL Secure Web Server Certificates, p. 6 |
| GeoTrust                               | 1.3.6.1.4.1.14370.1.6            | GeoTrust EV CPS v. 2.6, p. 28 |
| GlobalSign                             | 1.3.6.1.4.1.4146.1.1             | GlobalSign CP/CPS Repository |
| Go Daddy                               | 2.16.840.1.114413.1.7.23.3       | Go Daddy CP/CPS Repository |
| Izenpe                                 | 1.3.6.1.4.1.14777.6.1.1          | DOCUMENTACIÓN ESPECÍFICA PARA CERTIFICADOS DEL TIPO: SERVIDOR SEGURO SSL, SERVIDOR SEGURO EVV, SEDE ELECTRÓNICA Y SEDE ELECTRÓNICA EV Архивная копия от 30 апреля 2015 на Wayback Machine, |
| Kamu Sertifikasyon Merkezi             | 2.16.792.1.2.1.1.5.7.1.9         | TÜBİTAK BİLGEM Kamu Sertifikasyon Merkezi SSL Sİ/SUE |
| Logius PKIoverheid                     | 2.16.528.1.1003.1.2.7            | CPS PA PKIoverheid Extended Validation Root v1.5 |
| Network Solutions                      | 1.3.6.1.4.1.782.1.2.1.8.1        | Network Solutions EV CPS v. 1.1, 2.4.1 |
| OpenTrust/DocuSign France              | 1.3.6.1.4.1.22234.2.5.2.3.1      | SSL Extended Validation CA Certificate Policy version |
| QuoVadis                               | 1.3.6.1.4.1.8024.0.2.100.1.2     | QuoVadis Root CA2 CP/CPS, p. 34 |
| SECOM Trust Systems                    | 1.2.392.200091.100.721.1         | SECOM Trust Systems EV CPS Архивная копия от 24 июля 2011 на Wayback Machine (in Japanese), p. 2                                                                                           |
| SHECA                                  | 1.2.156.112570.1.1.3             | SHECA EV CPS |
| Starfield Technologies                 | 2.16.840.1.114414.1.7.23.3       | Starfield EV CPS |
| StartCom Certification Authority       | 1.3.6.1.4.1.23223.2              | StartCom CPS, no. 4 |
| StartCom Certification Authority       | 1.3.6.1.4.1.23223.1.1.1          | StartCom CPS, no. 4 |
| Swisscom                               | 2.16.756.1.83.21.0               | Swisscom Root EV CA 2 CPS (in German), p. 62 |
| SwissSign                              | 2.16.756.1.89.1.2.1.1            | SwissSign Gold CP/CPS |
| T-Systems                              | 1.3.6.1.4.1.7879.13.24.1         | CP/CPS TeleSec ServerPass v. 3.0, p. 14 |
| Thawte                                 | 2.16.840.1.113733.1.7.48.1       | Thawte EV CPS v. 3.3, p. 95 |
| Trustwave                              | 2.16.840.1.114404.1.1.2.4.1      | Trustwave EV CPS |
| Symantec (VeriSign)                    | 2.16.840.1.113733.1.7.23.6       | Symantec EV CPS |
| Verizon Business (formerly Cybertrust) | 1.3.6.1.4.1.6334.1.100.1         | Cybertrust CPS v.5.2 Архивная копия от 15 июля 2011 на Wayback Machine, p. 20 |
| Wells Fargo                            | 2.16.840.1.114171.500.9          | WellsSecure PKI CPS |
| WoSign                                 | 1.3.6.1.4.1.36305.2              | WoSign CPS V1.2.4, p. 21 |

## Критика

### Доступность малому бизнесу
Сертификаты EV задумывались как способ подтвердить надежность сайта, но некоторые малые компании считали, что сертификаты EV могут дать преимущество только крупному бизнесу. Пресса заметила, что есть помехи в получении сертификата. Версия 1.0 была пересмотрена, разрешив регистрацию EV-сертификатов в том числе и малым предприятиям, что позволило увеличить количество выданных сертификатов.

### Эффективность против фишинговых атак
В 2006 году ученые Стэнфордского университета и Microsoft Research провели исследования, касающиеся того, как отображались сертификаты EV в Internet Explorer 7. Согласно результатам исследования, «люди, которые не разбирались в браузере, не обратили внимания на EV SSL, и не смогли получить результат, который был бы лучше, чем у контрольной группы». В то же время «участники, которых попросили прочитать файл Help, хотели признать правильными как настоящие сайты, так и фальшивые».

### Мнение эксперта об эффективности EV в борьбе с фишингом
Когда говорят о EV, заявляют, что эти сертификаты помогают защититься от фишинга, но новозеландский эксперт Питер Гутман считает, что на самом деле эффект в борьбе с фишингом минимален. По его мнению, сертификаты EV — просто способ заставить заплатить больше денег.

### Похожие названия компаний
Названия компаний могут совпадать. Атакующий может зарегистрировать свою компанию с тем же названием, создать SSL сертификат, и сделать сайт, похожий на оригинальный. Ученый создал компанию «Stripe, Inc.» в Kентукки и заметил, что надпись в браузере очень похожа на надпись компании Stripe, Inc, находящейся в Делавэре. Ученый подсчитал: зарегистрировать такой сертификат стоило ему всего 177 долларов (100 долларов за регистрацию компании и 77 долларов за сертификат). Он заметил, что с помощью нескольких кликов мыши можно посмотреть адрес регистрации сертификата, но большинство пользователей не будут делать этого: они просто обратят внимание на адресную строку браузера.

## EV-сертификаты для подписи кода
Другим применением EV-сертификатов помимо защиты сайтов является подпись кода программ, приложений и драйверов. При помощи специализированного EV Code Signing сертификата разработчик подписывает свой код, что подтверждает его авторство и делает невозможным внесение не авторизованных изменений.
В современных версиях ОС Windows попытка запуска исполняемых файлов без подписи Code Signing приводит к отображению окна предупреждения защитного компонента SmartScreen о неподтверждённом издателе. Многие пользователи на этом этапе, опасаясь небезопасного источника, могут отказаться от установки программы, поэтому наличие подписи EV-сертификатом Code Signing увеличивает количество успешных инсталляций.